# 파줄 압둘라 모함메드
파줄 압둘라 모함메드(아랍어: فاضل عبدالله محمد, 1970년대(1972년 8월 25일, 1974년 2월 25일, 1974년 12월 25일) ~ 2011년 6월 8일)는 케냐의 이슬람주의자로 동아프리카에서 알카에다 조직원으로 활동했다.
코모로 모로니 출신이며 프랑스어, 코모로어, 아랍어, 스와힐리어, 영어를 구사했다. 1998년 미국 대사관 폭탄 테러를 계기로 미국 정부, 국제형사경찰기구(인터폴)의 수사 대상에 올랐고 2001년 10월 10일에는 미국 연방수사국이 지정한 테러리스트 긴급 수배 대상에 올랐다.
2002년 11월 26일 케냐 몸바사에서 일어난 2차례의 테러 사건에 연루되기도 했으며 소말리아 내전 기간 동안에는 알샤바브에 가담했다. 2011년 6월 8일에 소말리아 모가디슈에서 소말리아 정부군의 검문을 받던 도중에 사살되었다.